# Oksana Liapina
Oksana Vasilievna Liapina, née le 28 avril 1980 à Armavir (RSFS de Russie), est une gymnaste artistique russe.

## Palmarès

### Jeux olympiques
- Atlanta 1996
  -  médaille d'argent au concours par équipes

### Championnats d'Europe
- Birmingham 1996
  -  médaille d'argent au concours par équipes